# レピュテーション (テイラー・スウィフトのアルバム)
『レピュテーション』（英: Reputation）は、アメリカ合衆国のシンガー・ソングライター、テイラー・スウィフトの6枚目のスタジオ・アルバム。

## 概要

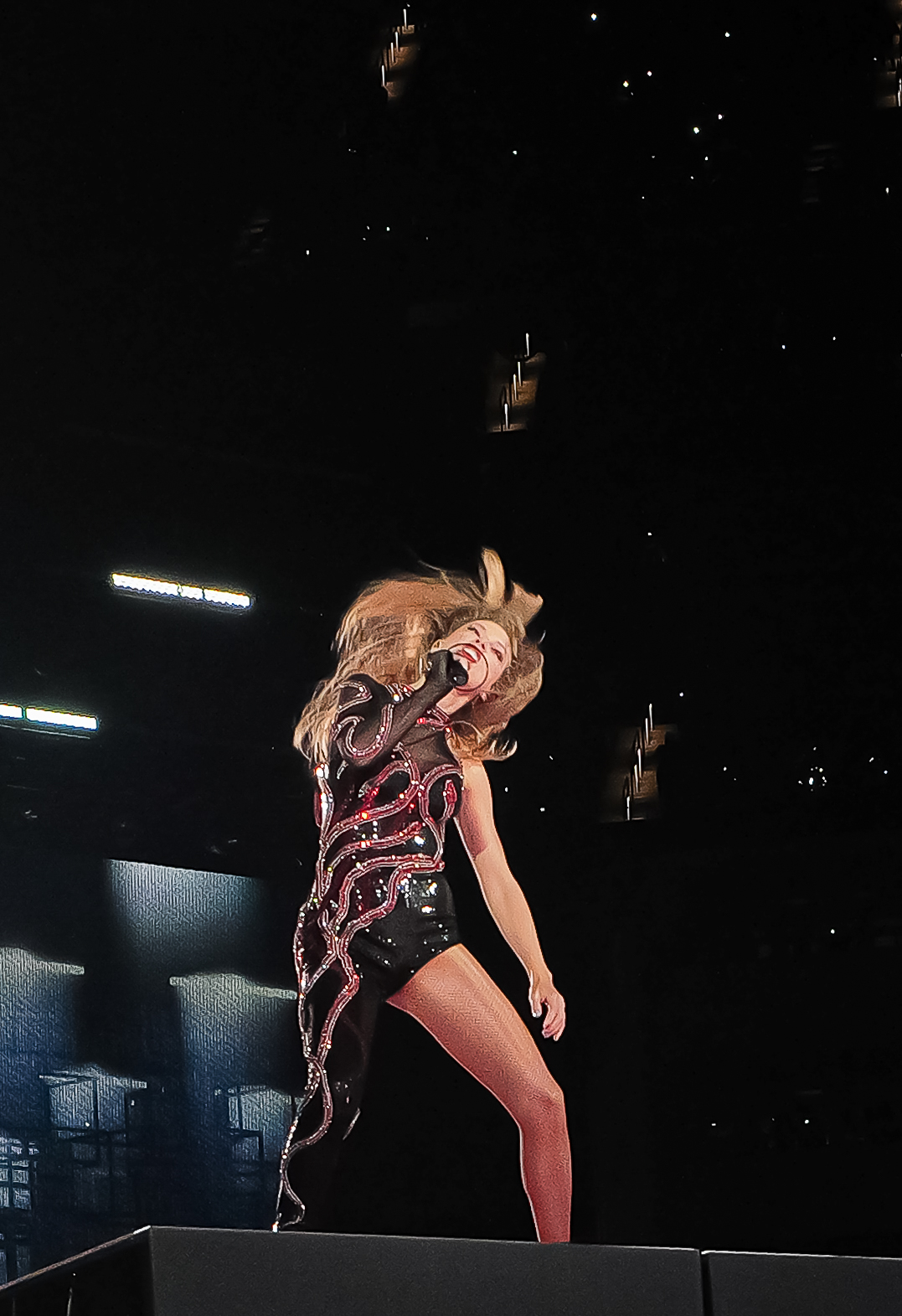
The Eras Tourのレピュテーション・セグメントでのテイラー（2023年）

評判や名声を意味する単語「Reputation」を冠した今作は、主にメディアからの扱いや評価に苦しめられたスウィフト自身の体験や、その中でも愛してくれた恋人との恋を歌った曲など、この業界に入ってからの「テイラー・スウィフト」自身の人生を精算したようなパーソナルな曲が多く収録されたアルバムとなった。前作の比較的明るいシンセポップアルバム「1989」と違い、今作はダークなエレクトロポップが主となった。
初週で112万枚を売り上げ、Billboard 200で初登場1位を獲得、世界中で450万枚の売り上げを記録し、2017年の世界で2番目に売れ行きのあるアルバムとなった。2018年のBillboard年間アルバムチャートにて年間1位を獲得した。年間チャート1位獲得は、2009年発表の2ndアルバム『Fearless』、前作『1989』(2015年/1位)に続く3作目の快挙となった。これによりデビュー・アルバム『テイラー・スウィフト』(2008年/5位)、3rdアルバム『スピーク・ナウ』(2011年/2位)、4thアルバム『レッド』(2013年/2位)と、これまでリリースした7枚のアルバム全てが年間TOP10入り、前6作はいずれも2年連続で年間TOP10入りを果たしたことになった。
アルバムの発売については2017年8月23日にスウィフト自身のインスタグラムで発表され、アルバムのリード曲「Look What You Made Me Do」は翌日発売された。9月2日、インスタグラムに本アルバムより2作目のシングルとなる「...Ready for It?」を発表、翌日にシングルとして発売された。また、プロモーションシングルとして、「Gorgeous」が10月20日に、「Call It What You Want」が11月3日に発売された。   
本作について、ブルームバーグは11月7日に、ストリーミングサービスには提供されず、デジタルフォーマットと物理フォーマットでのみ購入できると報じた。しかし同日、スイフトは自身のSNSにアルバムのトラックリストを掲載し、アルバムは11月10日にリリースされた後に、12月1日からストリーミングサービスでも配信が開始された。
2018年3月11日に公開された「デリケート」のミュージックビデオについて、2016年公開のスパイク・ジョーンズ監督による「ケンゾーワールド・フレグランス」のCMに、撮影セット、ダンスの振付、映像構成が近似しているという報道がなされた。
本作は第61回グラミー賞で最優秀ポップアルバムにノミネートされた。
アルバムツアーである『レピュテーションスタジアムツアー』は2018年5月8日から同年11月21日まで行われ、サポートアクトとして、チャーリーXCXがワールドツアーに同行した。ツアーの締めくくりとして、11⽉20⽇と21⽇には東京ドームにて来日公演が行われた。ツアーの総売上額は米国および北米で史上最高の売上高3億4,570万ドルとなり、2018年で2番目に売上高が多いコンサートツアーとなった。このツアーに基づいたコンサート映画は、2018年12月31日にNetflixで公開された。

## シングル
- 1st「Look What You Made Me Do」2017年8月24日 / Billboard Hot 100 最高1位 /
- 2nd「...Ready for It?」2017年10月24日 / Billboard Hot 100 最高4位 /
- 3rd「End Game feat. Ed Sheeran & Future」2017年12月14日 / Billboard Hot 100 最高18位 /
- 4th「New Year's Day」2017年12月27日 / Billboard Hot Country Song 最高33位 /
- 5th「Gorgeous」2018年1月12日 / Billboard Hot 100 最高13位 /
- 6th「Delicate」2018年3月12日 / Billboard Hot 100 最高12位 /
- 7th「Getaway Car」2018年9月6日

## 収録曲
| #              | タイトル                                                                 | 原題                                  | 時間 |
| -------------- | ------------------------------------------------------------------------ | ------------------------------------- | ---- |
| 1.             | ...レディ・フォー・イット？                                              | ...Ready for It?                      | 3:28 |
| 2.             | エンド・ゲーム feat. エド・シーラン & フューチャー                       | End Game (feat. Ed Sheeran & Future)  | 4:04 |
| 3.             | アイ・ディド・サムシング・バッド                                         | I Did Something Bad                   | 3:58 |
| 4.             | ドント・ブレイム・ミー                                                   | Don't Blame Me                        | 3:56 |
| 5.             | デリケート                                                               | Delicate                              | 3:52 |
| 6.             | ルック・ホワット・ユー・メイド・ミー・ドゥ～私にこんなマネ、させるなんて | Look What You Made Me Do              | 3:31 |
| 7.             | ソー・イット・ゴーズ...                                                  | So It Goes...                         | 3:47 |
| 8.             | ゴージャス                                                               | Gorgeous                              | 3:29 |
| 9.             | ゲッタウェイ・カー                                                       | Getaway Car                           | 3:53 |
| 10.            | キング・オブ・マイ・ハート                                               | King of My Heart                      | 3:34 |
| 11.            | ダンシング・ウィズ・アワ・ハンズ・タイド                                 | Dancing with Our Hands Tied           | 3:31 |
| 12.            | ドレス                                                                   | Dress                                 | 3:50 |
| 13.            | ディス・イズ・ホワイ・ウィ・キャント・ハヴ・ナイス・シングス             | This Is Why We Can't Have Nice Things | 3:27 |
| 14.            | コール・イット・ホワット・ユー・ウォント                                 | Call It What You Want                 | 3:23 |
| 15.            | ニュー・イヤーズ・デイ                                                   | New Year's Day                        | 3:55 |
| 合計時間 55:38 |                                                                          |                                       |      |